# Паньшин, Фёдор Петрович
Фёдор Петро́вич Па́ньшин (1 февраля 1915, Малые Лупяжи, Рязанская губерния — 2 апреля 2004, Заречный, Пензенская область) — понтонёр 99-го отдельного моторизированного понтонно-мостового батальона, красноармеец — на момент представления к награждению орденом Славы 1-й степени.

## Биография
Родился 1 февраля 1915 года в деревне Малые Лупяжи в крестьянской семье. Рано остался сиротой, воспитывался дедом. Батрачил у него в мастерской, где катали валенки: В школе не учился. В 1931 году работал на мельнице в деревне Панино, окончил курсы ликбеза. С 1932 года работал помощником машиниста на электростанции артели «Красный кустарь» в селе Мосолово того же района.
В 1933 году переехал к старшей сестре в город Электросталь Московской области, где устроился разнорабочим на завод «Электросталь». Окончил 6 классов вечерней школы.
В 1937 году был призван на срочную службу в Красную Армию, направлен в Ленинградский военный округ. В 1938 году после демобилизации вернулся работать на завод в город Электросталь.
Вновь призван в армию 27 октября 1941 года Электростальским райвоенкоматом. Был направлен в саперный батальон на Западный фронт. В боевых действиях — с ноября 1941 года, участник Московской битвы. После переформирования подразделения в марте 1942 года направлен понтонером в 99-й отдельный моторизованный понтонно-мостовой батальон. В составе этой части прошел до конца войны. Воевал на Центральном, 2-м и 3-м Белорусских, 1-м Прибалтийском фронтах. Сражался на Курской дуге, освобождал города Украины, Белоруссии, Прибалтики. Член ВКП с марта 1944 года.
В период 30 июня по 1 июля 1944 года при наведении понтонно-мостовой переправы через реку Березина близ города Борисов красноармеец Паньшин с бойцами под огнём собрал замыкающий мостовой паром, а затем построил мост для прохода боевой техники. Личным примером увлекал товарищей на быстрейшее выполнение боевого задания.
Приказом по войскам 3-го Белорусского фронта от 19 августа 1944 года красноармеец Паньшин Фёдор Петрович награждён орденом Славы 3-й степени.
15 июля 1944 года в 10 км севернее города Гродно при наведении переправы через реку Неман под сильным минометно-артиллерийским обстрелом красноармеец Паньшин одним из первых установил свой паром, чем содействовал своевременному пропуску 3-го кавалерийского корпуса на левый берег реки. Во время вражеского воздушного налета переправа была повреждена. Паньшин, рискуя жизнью, первым бросился спасать понтоны. Находчивость и бесстрашие помогли спасти 4 полупонтона.
Осенью 1944 года началось наступление советских войск в Прибалтике. 5-я гвардейская танковая армия была включена в состав 1-го Прибалтийского фронта для участия в Мемельской наступательной операции 5—22 октября. Танкисты наступали в районе города Шяуляй, форсировали реку Мемель, обходя Клайпеду с юга. За трое суток армия продвинулась на 120—140 км в тыл противника.
В ходе этого наступления Паньшин отличился при наведении переправ через реку Миния, работая под непрерывным обстрелом противника на её правом берегу. 2 ноября 1944 года, при наведении моста через реку Дзелда, первым установил рамы моста и продолжал подносить лесоматериалы для строительства. После артиллерийского налета оказал помощь раненым товарищам и приступил к восстановлению моста. Был представлен к награждению второй медалью «За отвагу», 8 декабря 1944 года награждён орденом Красной Звезды.
В дальнейшем в составе своей части участвовал в Восточно-Прусской наступательной операции в январе-апреле 1945 года. В январе 5-я гвардейская танковая армия воевала в составе 2-го Белорусского фронта, в феврале вновь придана 3-му Белорусскому фронту.
18 февраля 1945 года при строительстве моста через реку Пассарге в районе населенного пункта Петтелькау красноармеец Паньшин был ранен, но продолжал выполнять боевую задачу.
Приказом по войскам 5 гвардейской танковой армии от 31 марта 1945 года красноармеец Паньшин Фёдор Петрович награждён орденом Славы 2-й степени.
День победы встретил на берегу залива Фришес-Хафф. По окончании боевых действий командиром батальона по совокупности боевых заслуг был представлен к награждению орденом Славы 1-й степени. Среди боевых эпизодов, в которых красноармеец Паньшин вел себя мужественно и самоотверженно, упоминаются и форсирование реки Неман в июле 1944 года и форсирование реки Дзелда в ноябре 1944 года. В представление отмечалось, что рядовой Паньшин «показал себя исключительно мужественным, отважным и храбрым бойцом, самоотверженно борющимся за досрочного выполнения любого боевого задания. Участник всех боевых операций, проводимых батальоном, всегда являлся застрельщиком их качественного и своевременного выполнения».
Указом Президиума Верховного Совета СССР от 29 июня 1945 года за исключительное мужество, отвагу и бесстрашие, проявленные в боях с вражескими захватчиками красноармеец Паньшин Фёдор Петрович награждён орденом Славы 1-й степени. Стал полным кавалером ордена Славы.
В ноябре 1945 года был демобилизован. Вернулся в город Электросталь. Работал электромонтером на том же заводе. В апреле 1949 года Московским областным комитетом ВКП направлен на Урал. Работал электромонтером на закрытом предприятии Челябинск-40. С этого времени участвовал в атомном проекте.
В 1959 году переведен в закрытое административно-территориальное образование Пенза-19. С этого времени до выхода на пенсию трудился на предприятии «Пенза-19» производящим комплектующих изделий для сборки ядерных боеприпасов. Работал инженером-электриком в цехе № 13 на участке обслуживания и ремонта высоковольтного оборудования. В 1962 году окончил Всесоюзный энергетический техникум по специальности «электрооборудование промышленных предприятий и установок». Под его руководством проводились расширение и реконструкция энергетической базы предприятия.
С февраля 1975 года — пенсионер, с февраля 1981 года — персональный пенсионер союзного значения. Продолжал работать на производстве до 1988 года.
Жил в городе Заречный Пензенской области. В апреле 2000 года присвоено звание «Почётный гражданин города Заречного». Скончался 2 апреля 2004 года. Похоронен на муниципальном общественном кладбище города Заречного.
Награждён орденами Отечественной войны 1-й степени, Красной Звезды, медалями, в том числе «За отвагу».
В июне 2007 года портрет Паньшина пополнил аллею Славы в городе Спасск-Рязанский. В 2010 году в городе Заречный на доме, где жил ветеран, установлена мемориальная доска.